# Mount Seaton
Mount Seaton ist ein markanter, 1007 m hoher und kuppelförmiger Berg im ostantarktischen Mac-Robertson-Land. In den Prince Charles Mountains ragt er 5 km südlich des Sandilands-Nunataks als einer der Amery Peaks auf.
Eine vom australischen Bergsteiger William Gordon Bewsher (1924–2012) geleitete Mannschaft kartierte das Massiv im Januar 1957 im Rahmen der Australian National Antarctic Research Expeditions. Das Antarctic Names Committee of Australia benannte ihn nach dem Piloten John Alex Seaton (* 1927) von der Royal Australian Air Force, der 1956 zur Flugbereitschaft auf der Mawson-Station gehört hatte.